# Roland von Brünneck-Bellschwitz

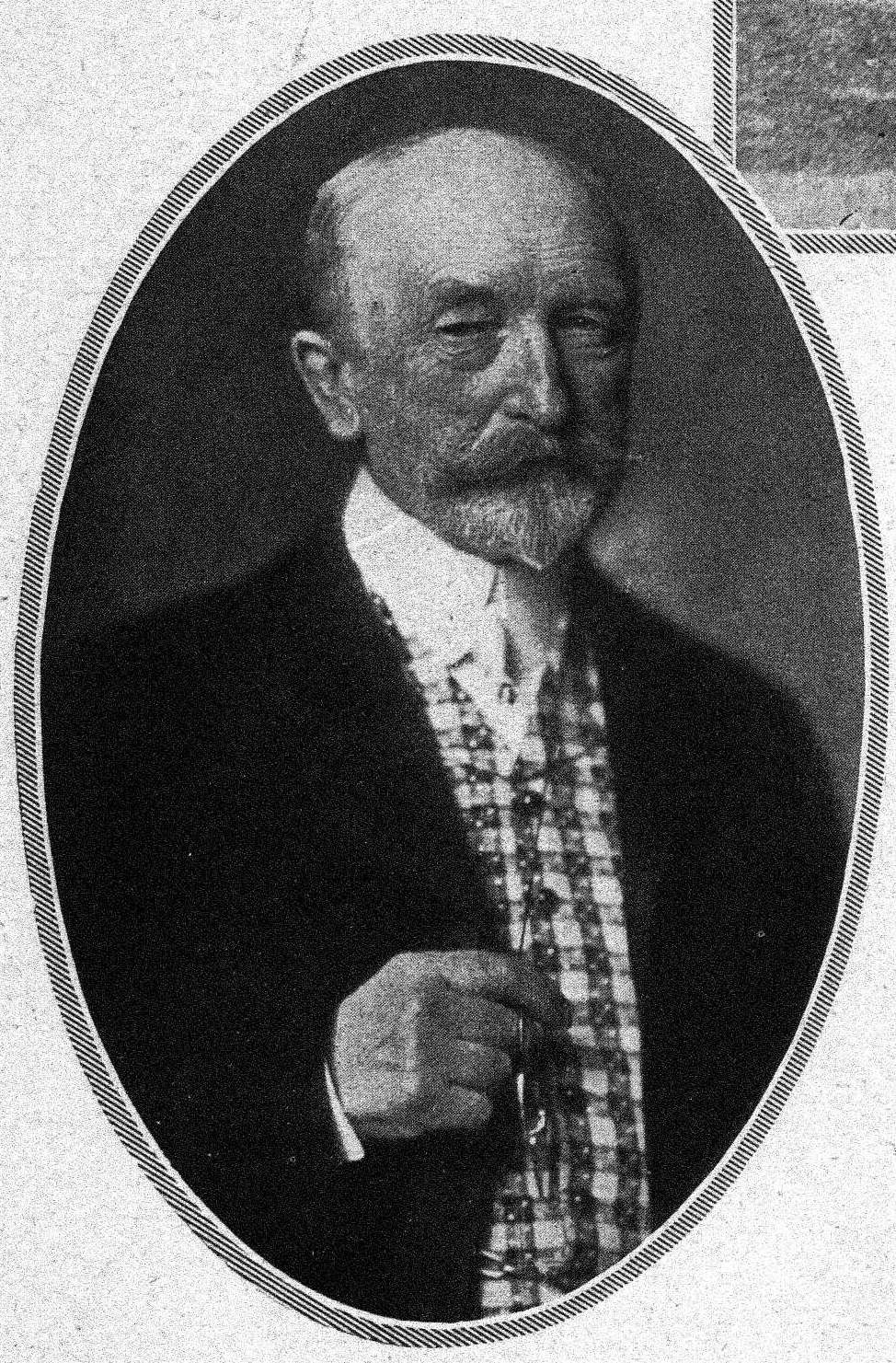
Roland von Brünneck-Bellschwitz, fotografiert von Nicola Perscheid

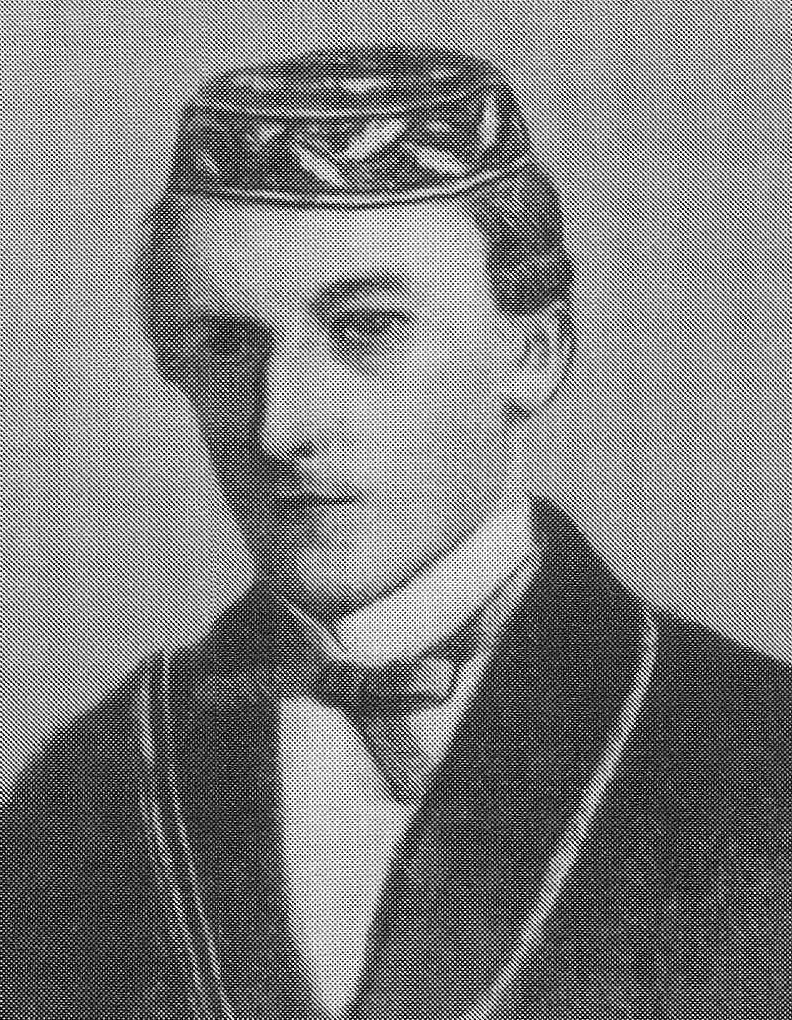
Roland von Brünneck

Graf Roland von Brünneck (* 3. März 1840 in Neapel; † 21. September 1918 in Bellschwitz, Westpreußen) war ein deutscher Verwaltungsjurist und Rittergutsbesitzer.

## Leben
Brünnecks Eltern waren Siegfried von Brünneck-Bellschwitz (1814–1871) und seine Frau Johanna geb. von Schön (1815–1892).
Roland von Brünneck besuchte das Altstädtische Gymnasium (Königsberg). Nach dem Abitur begann er an der Rheinischen Friedrich-Wilhelms-Universität Bonn Rechtswissenschaft zu studieren. Seit Ostern 1860 Fuchs im Corps Borussia Bonn, wurde er am 3. November 1860 recipiert. Als erfolgreicher Subsenior und Consenior wurde er Michaelis 1861 inaktiviert. Er wechselte an die Friedrich-Wilhelms-Universität Berlin, an der er das Auskultatorexamen bestand. Gerichtsreferendar war er in Frankfurt (Oder).
1866 nahm er am Deutschen Krieg teil. Er trat von der Rechtspflege in die innere Verwaltung des Königreichs Preußen über und wurde Regierungsassessor bei der Regierung in Stralsund. 1869 wurde er zum Landrat im Kreis Rosenberg i. Westpr. ernannt. 1882 nahm er seinen Abschied. Er war kgl. preußischer Kammerherr, Burggraf von Marienburg (Ordensburg), Majoratsbesitzer in Bellschwitz und Abgeordneter des Provinziallandtags der Provinz Ostpreußen. Von 1907 bis zu seinem Tode war er Mitglied des Preußischen Herrenhauses auf Präsentation des Grafenverbandes der Provinzen West- und Ostpreußen.
Am 1. Januar 1900 wurde Roland von Brünneck in den erblichen Grafenstand erhoben. Der Titel galt für den Besitzer des Fideikommisses Bellschwitz und den jeweiligen Erstgeborenen, soweit er in den ungeteilten Besitz des Fideikommisses tritt.
Graf Brünneck war Gutsbesitzer auf 1455 ha Land, man betrieb eine große Schafsviehwirtschaft, der Gutsbetrieb wurde durch einen Verwalter geführt.

## Familie

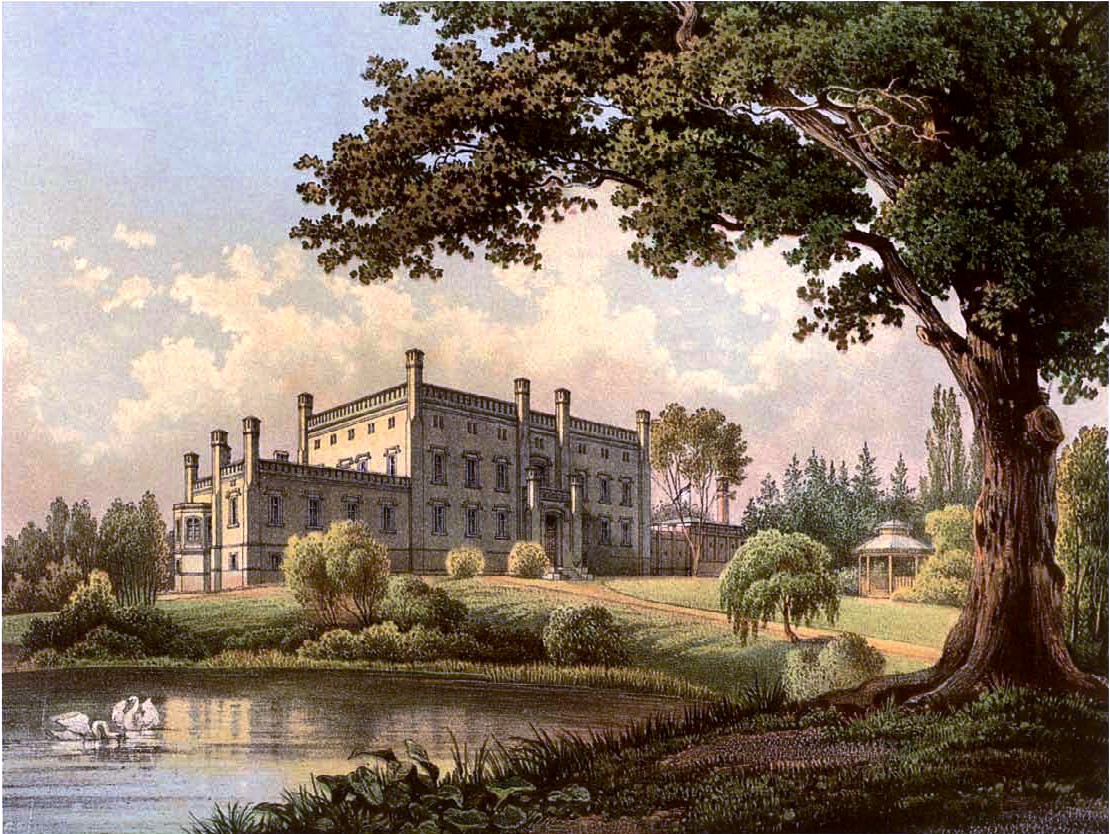
Rittergut Bellschwitz um 1863/64, Sammlung Alexander Duncker

Am 27. Mai 1868 heiratete er in Berlin Marie von Neitschütz (* 27. April 1842; † 26. August 1891), Tochter des Wilhelm von Neitschütz und der Sylvia (von) Schön. Das Ehepaar hatte drei Töchter und drei Söhne, darunter:
- Siegfried Magnus Balthasar Hermann (* 21. August 1871)
- Manfred von Brünneck-Bellschwitz (* 1. März 1872; † 16. Mai 1957)[7]
- Editha (* 30. November 1875) ⚭ 13. Oktober 1896 Friedrich August Adalbert Hilmar von Seherr-Thoß (* 31. Dezember 1861; † 3. Mai 1917)[8]
- Irmgard (* 7. Juli 1877; † 27 May 1959) ⚭ 14. April 1902 Rudolf Leopold von Lücken (* 08. October 1862; † 8. Juni 1907)
- Johanna (Hanna) Sylvia Katharina (* 14. Januar 1878; † 3. November 1961) ⚭ 14. April 1902 Eberhard Friedrich Erdmann von Ramin (* 29. Juli 1877; † 16. März 1937)
- Harald Magnus Rinaldo  (* 22. Oktober 1880; † 28. Oktober 1958),[9] auf Trebnitz

1893 ging Roland von Brünneck mit Agathe von Bardeleben (* 24. August 1842) die zweite Ehe ein. Sie war eine Tochter des Abgeordneten Kurt von Bardeleben.